# Општина Манастиреа Хуморулуј (Сучава)
Манастиреа Хуморулуј (рум. Mânăstirea Humorului) општина је у Румунији у округу Сучава.
Oпштина се налази на надморској висини од 737 m.